# Уур Пекташ
Уур Пекташ (на турски: Uğur Pektaş) (16 април 1979, Истанбул) е турски филмов актьор.
Прави няколко участия в сериали като Птичи език и Мечти и реалности. От 2006 г. до 2009 г.,от 2010 г. до 2014 г. и от ноември 2015 г. до играе в турския сериен филм Опасни улици, в ролята на комисар Мурат.
В някой от епизодите на Опасни улици актрисата Гамзе не е в екипа; чак след заминаването на главен комисар Енгин (Илкер Инаноулу), отново се завръща както и Мурат.

## Личен живот
На 19 юни 2008 г. се жени за турската актриса Гамзе Йозчелик. Има син, роден в Лондон на 29 януари 2010 година. Развеждат се през м. декември 2011 година.